# Американське товариство пластичних хірургів
Американське товариство пластичних хірургів (англ. American Society of Plastic Surgeons, ASPS) — найбільша в світі спеціалізована організація з пластичної хірургії. Товариство, засноване в 1931 році, складається з хірургів, сертифікованих Американською радою з пластичної хірургії або Королівським коледжем лікарів та хірургів Канади, які виконують пластичну та реконструктивну хірургію. ASPS включає 94 % усіх сертифікованих пластичних хірургів у США та має понад 8000 пластичних хірургів у всьому світі.
Штаб-квартира знаходиться у Чикаго.

## Діяльність
ASPS видає журнал пластичної хірургії «Пластична та реконструктивна хірургія».
Щороку товариство публікує статистичні звіти щодо діяльності пластичних хірургів у країні..
Згідно зі звітами, найпопулярнішими пластичними операціями (2014—2019) були:
- Пластика грудей
- Ліпосакція
- Блефаропластика

### Дослідження
ASPS керує Фондом пластичної хірургії, який підтримує дослідження членів ASPS за допомогою грантів, премій та стипендій. Фонд також фінансує освітні програми досліджень.